# Landkreis Worbis

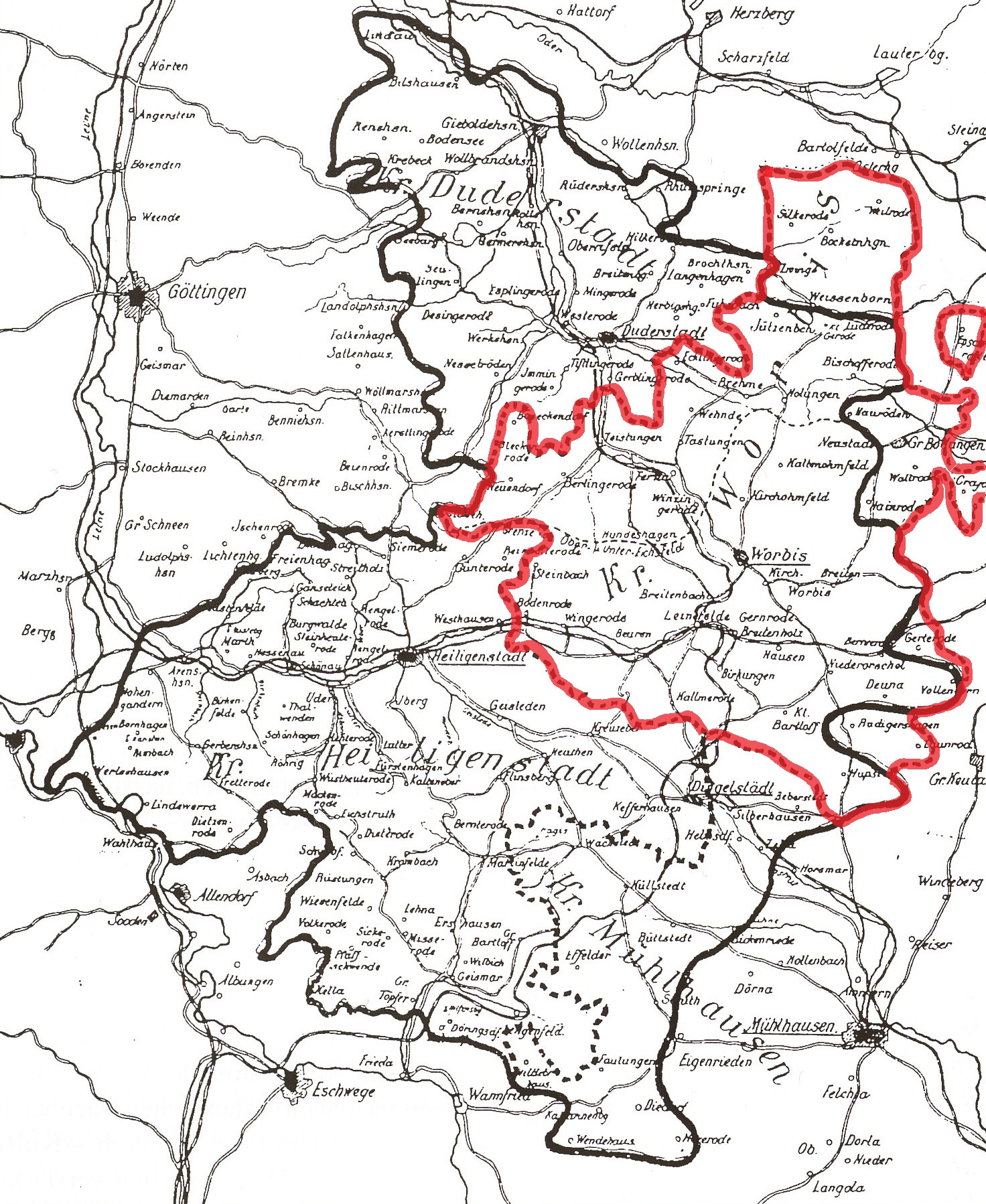
Der Landkreis Worbis um 1900 im östlichen Eichsfeld

 Der Landkreis Worbis war ein Landkreis, der in Preußen von 1816 bis 1945 bestand. Er umfasste 1939 die Stadt Worbis und weitere 48 Gemeinden. 

## Verwaltungsgeschichte

### Königreich Preußen
Im Rahmen der preußischen Verwaltungsreformen nach dem Wiener Kongress wurde zum 1. April 1816 der neue Kreis Untereichsfeld im Regierungsbezirk Erfurt in der Provinz Sachsen eingerichtet. Sein Name wurde später in Kreis Worbis abgeändert. Dem Kreis Worbis wurden dabei einige ehemals schwarzburgische und hohnsteinische Orte zugeschlagen. Das Landratsamt wechselte zunächst von Großbodungen nach Haynrode, um dann endgültig in Worbis zu verbleiben.

### Norddeutscher Bund / Deutsches Reich
Seit dem 1. Juli 1867 gehörte der Kreis zum Norddeutschen Bund und ab dem 1. Januar 1871 zum Deutschen Reich. Zum 30. September 1928 fand im Kreis Worbis entsprechend der Entwicklung im übrigen Freistaat Preußen eine Gebietsreform statt, bei der alle Gutsbezirke aufgelöst und benachbarten Landgemeinden zugeteilt wurden. Zum 1. Oktober 1932 wurde die Landgemeinde Epschenrode – ein Gebietsausschluss – aus dem Kreis Worbis in den Kreis Grafschaft Hohenstein umgegliedert. Nach Auflösung der Provinz Sachsen zum 1. Juli 1944 gehörte der Kreis zwar weiter zum Land Preußen, war aber nunmehr – in Angleichung an die Reichsverteidigungsbezirke – der Verwaltung des Reichsstatthalters für Thüringen in Weimar unterstellt. Im April 1945 wurde das Kreisgebiet zunächst durch die amerikanischen Streitkräfte besetzt, am 6. Juli 1945 folgten die sowjetischen Besatzungstruppen. Am 8. August 1945 wurde der Landkreis mit dem Landkreis Heiligenstadt zum Landkreis Eichsfeld mit Sitz in Heiligenstadt zusammengelegt.

## Kommunalverfassung
Der Landkreis Worbis gliederte sich in eine Stadt, in Landgemeinden und – bis zu deren Auflösung im Jahre 1928 – in Gutsbezirke. Mit Einführung des preußischen Gemeindeverfassungsgesetzes vom 15. Dezember 1933 sowie der Deutschen Gemeindeordnung vom 30. Januar 1935 wurde zum 1. April 1935 das Führerprinzip auf Gemeindeebene durchgesetzt. Eine neue Kreisverfassung wurde nicht mehr geschaffen; es galt weiterhin die Kreisordnung für die Provinzen Ost- und Westpreußen, Brandenburg, Pommern, Schlesien und Sachsen vom 19. März 1881.
Die Verwaltung für den Landkreis Worbis gliederte sich neben der Stadt Worbis in folgende Amtsbezirke bzw. Ortspolizeibezirke:
| - Beuren - Bockelnhagen - Bodenstein - Breitenworbis | - Gernrode - Gerode - Gerterode - Großbodungen | - Haynrode - Leinefelde - Reifenstein - Rüdigershagen | - Teistungenburg - Wehnde |

Amtsgerichte bestanden in Worbis und Großbodungen.

## Einwohnerentwicklung
| Jahr | Einwohner | Quelle |
| ---- | --------- | ------ |
| 1816 | 29.337    | [ 4 ]  |
| 1843 | 41.190    | [ 5 ]  |
| 1871 | 39.883    | [ 6 ]  |
| 1890 | 41.375    | [ 7 ]  |
| 1900 | 40.204    | [ 7 ]  |
| 1910 | 44.775    | [ 7 ]  |
| 1925 | 48.120    | [ 7 ]  |
| 1933 | 48.276    | [ 7 ]  |
| 1939 | 46.978    | [ 7 ]  |

## Landräte
- 18280000000000Reiche (zu Großbodungen)[8]
- 1834–184500000Karl von Bültzingslöwen
- 1845–184800000Carl Hugo von Hagen
- 1848–188800000Albrecht Bernhard Frantz
- 1888–191200000Gustav Wilhelm Benno Frantz
- 1912–193600000Burghard Bock von Wülfingen
- 1936–194200000Lothar von Perfall (kommissarisch, ab August 1937 endgültig)
- 1942–194500000unbekannt
- April–Juli 194500Lindhorst (amerikanische Besatzungszeit, Flucht)[9]
- Juli 19450000000Georg Nowakowski (sowjetische Besatzungszeit, inhaftiert)
- Juli 19450000000Robertsen (sowjetische Besatzungszeit, nach einer Woche Flucht)

## Städte und Gemeinden

### Stand 1939
Der Landkreis Worbis umfasste im Jahre 1939 eine Stadt und weitere 48 Gemeinden:
| - Berlingerode - Bernterode - Beuren - Birkungen - Bischofferode - Bockelnhagen - Bodenrode - Böseckendorf - Brehme - Breitenbach - Breitenholz - Breitenworbis - Deuna | - Ecklingerode - Ferna - Gernrode - Gerterode - Großbodungen - Hauröden - Hausen - Haynrode - Holungen - Hundeshagen - Hüpstedt - Jützenbach - Kallmerode | - Kaltohmfeld - Kirchohmfeld - Kirchworbis - Kleinbartloff - Kraja - Leinefelde - Neuendorf - Neustadt - Niederorschel - Rüdigershagen - Silkerode - Steinbach - Tastungen | - Teistungen - Vollenborn - Wallrode - Wehnde - Weißenborn-Lüderode - Wingerode - Wintzingerode - Worbis, Stadt - Zaunröden - Zwinge |

### Vor 1939 aufgelöste oder ausgeschiedene Gemeinden
- Epschenrode, 1932 zum Landkreis Grafschaft Hohenstein
- Weißenborn und Lüderode, 1928 zu Weißenborn-Lüderode zusammengeschlossen

### Bis 1928 bestehende Gutsbezirke
Im Landkreis bestanden bis 1928 folgende selbständige Gutsbezirke (Stand 1908):
Adelsborn, Beuren, Bleckenrode, Bockelnhagen I,II,III,IV,V, Bodenstein, Deuna Hinterhof, Deuna Vorderhof, Gerode Domäne, Gerode Forst, Hahn Forst, Hüpstedt, Leinefelde Oberförsterei, Oberorschel, Reifenstein, Rüdigershagen, Silkerode I,II, Tastungen, Teistungen Unterhof, Teistungenburg, Vollenborn, Wehnde, Wintzingerode, Zaunröden.